# Поморская улица (Архангельск)
Поморская улица — улица в историческом центре Архангельска (Ломоносовский округ), проходит от Набережной Северной Двины до проспекта Обводной канал. Протяжённость улицы более километра. Одна из границ сквера Победы.
На улице частично сохранилась старинная деревянная застройка и, долгое время, имелись даже деревянные тротуары.

## История
Историческое название — Проезжая.

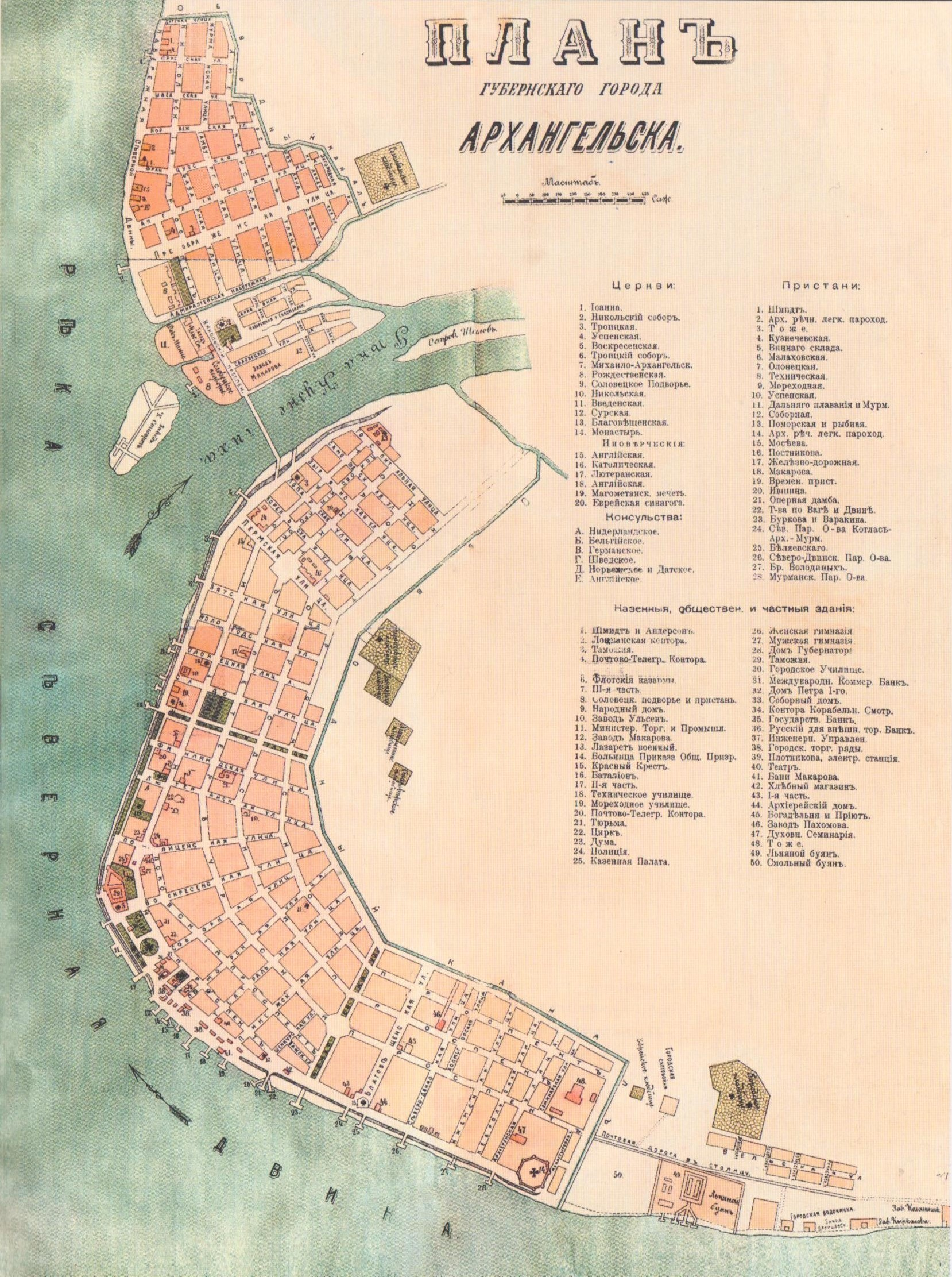
Карта Архангельска 1890 года

Более позднее название — Буяновая — дано, возможно, по располагавшейся у начала улицы от Северной Двины одной из 14 пристаней (буянов) Архангельска. По другой версии название произошло от фамилии стрелецкого пятидесятника Юрия Буянова, чей двор стоял в начале улицы. Подъем на улицу с реки долгое время именовался Юрьевым взвозом, а пристань, даже в первые годы советской власти, — Буяновой. И саму улицу после переименования в Поморскую жители ещё долго, около 50 лет, называли Буяновской.
Улица вела от располагавшегося у пристани базара в центр города.
Современное название с 1869 года.
Ветхая застройка по чётной стороне в начале улицы снесена, освободившееся пространство частично застроено во второй половине 1980-х годов, частично на этом месте устроен бульвар. Историческая деревянная застройка улицы, оставшись без должного надзора, гибнет в пожарах.

## Достопримечательности

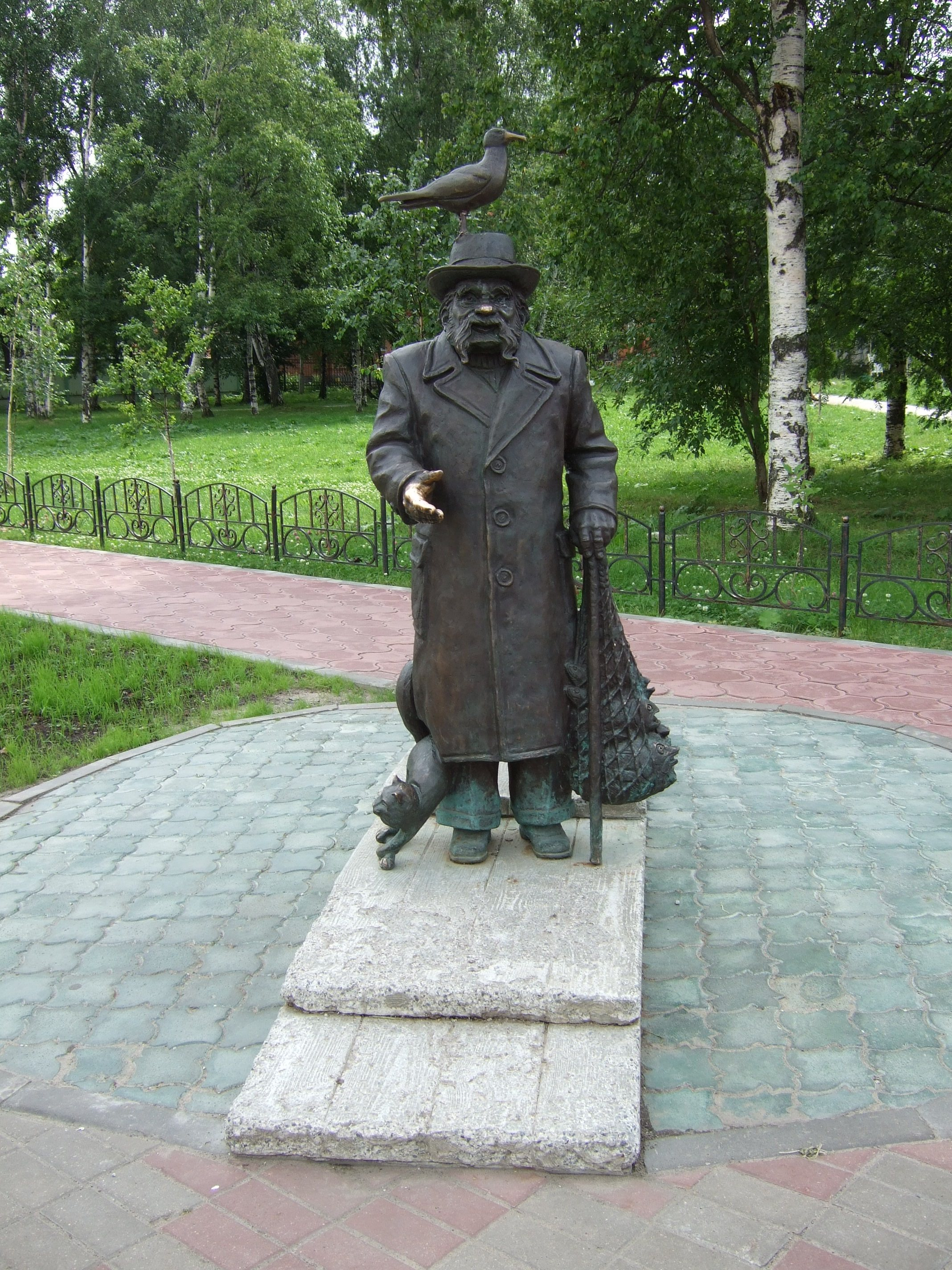
Памятник Степану Григорьевичу Писахову

д. 1/72 — Усадебный дом Е. К. Плотниковой
д. 3 — Музей художественного освоения Арктики имени А. А. Борисова
д. 10 — Музей художника и сказочника С. Г. Писахова. Памятник Писахову установлен на перекрёстке улицы с проспектом Чумбарова-Лучинского.
д. 16 — Почётное консульство Королевства Норвегия

## Известные жители
д. 10 — Степан Писахов